# Impatiens talakmauensis
Impatiens talakmauensis är en balsaminväxtart som beskrevs av Utami. Impatiens talakmauensis ingår i släktet balsaminer, och familjen balsaminväxter. Inga underarter finns listade i Catalogue of Life.